# 12:01 (film)
12:01 este un film de televiziune din 1993 regizat de Jack Sholder, cu Helen Slater, Jonathan Silverman, Jeremy Piven și Martin Landau în rolurile princpiale. Filmul a avut premiera pe Fox Network în Statele Unite. 
Este o adaptare a povestirii 12:01 PM scrisă de Richard Lupoff și publicată în decembrie 1973 în revista The Magazine of Fantasy and Science Fiction. Povestea a fost anterior ecranizată într-un film scurt care a câștigat premiul Oscar în 1990, film în care a interpretat Kurtwood Smith.

## Povestea
Barry Thomas este un angajat mediocru al unui centru de cercetări nucleare. El este hărțuit de către șefa sa, Anne Jackson, care nu a mai făcut sex din 1983 (și oricum nu-i place) și de colegul și cel mai bun prieten al său, Howard, care tot timpul face glume stupide. Există și o femeie care lucrează în cadrul laboratorului științific, Lisa, de care Barry este îndrăgostit. Astăzi, el a reușit să vorbească cu ea la cantină și în sala de mese. La sfârșitul zilei, în fața clădirii societății, Lisa cumpără trandafiri roșii, dar este împușcată și moare. Barry, disperat, se îmbată împreună cu prietenul său. Când ajunge acasă, la ora 12:01 se curentează și adoarme. A doua zi, Lisa este încă în viață și totul pare să se repete ...

## Distribuția
| Rol                | Actor              |
| ------------------ | ------------------ |
| Barry Thomas       | Jonathan Silverman |
| Lisa Fredericks    | Helen Slater       |
| Dr. Thadius Moxley | Martin Landau      |
| Robert Denk        | Nicolas Surovy     |
| Anne Jackson       | Robin Bartlett     |
| Howard Richter     | Jeremy Piven       |
| Detectivul Cryers  | Glenn Morshower    |